# Нихонбаси

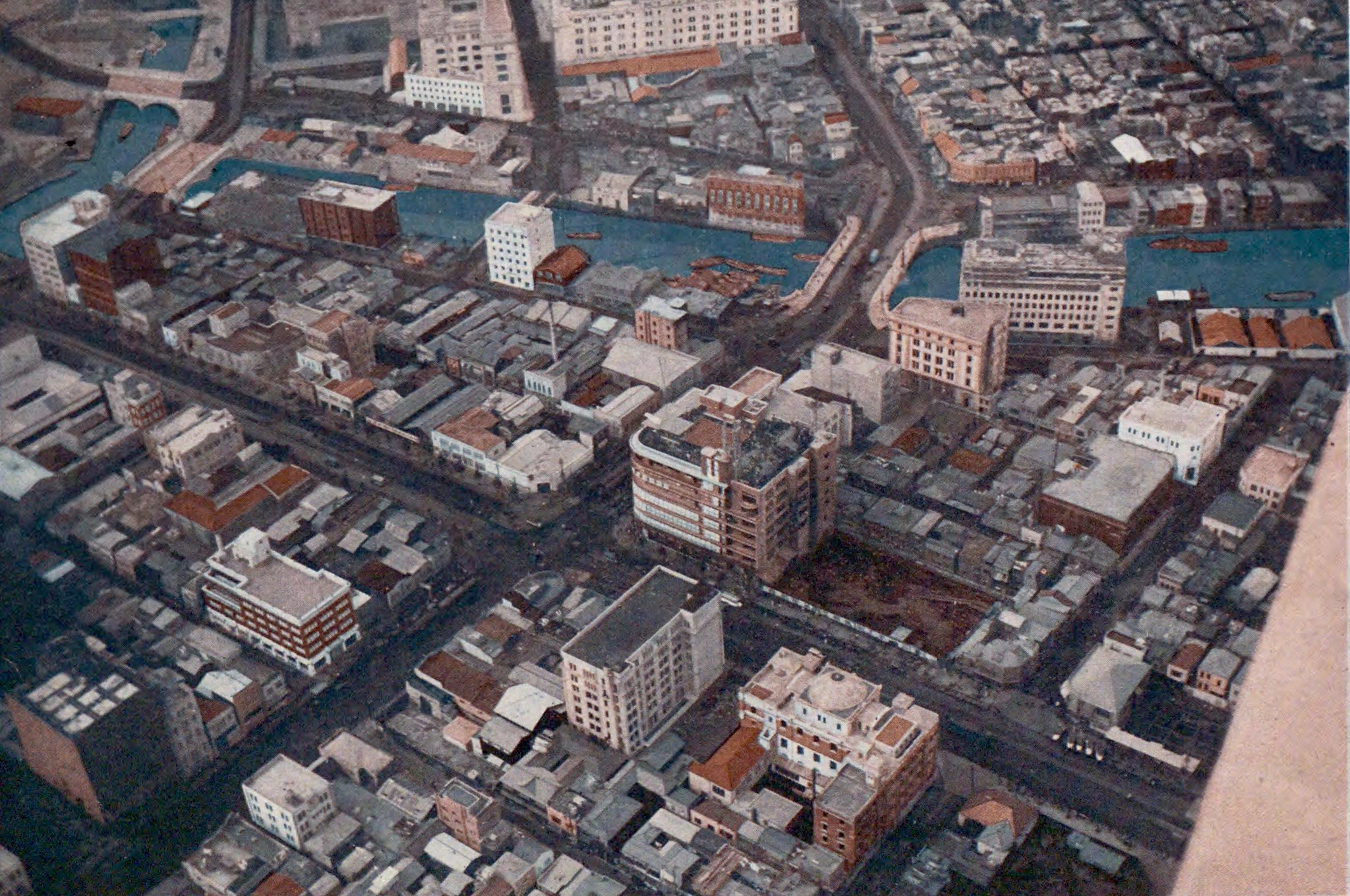
Район Нихонбаcи в ранний период Сёва (1930)

Нихонбаси (яп. 日本橋, Нихон-баси, «японский мост») — деловой район в историческом центре Токио. Входит в состав специального района Тюо. Нихонбаси вместе с Кёбаси и Канда образовывал Ситамати, изначальный городской центр Эдо (Токио), до появления второстепенных центров таких как Синдзюку и Сибуя.

## История
Район Нихонбаси был крупным торговым центром в период Эдо: его развитие в значительной степени связано с семьей Мицуи, которая основала свой оптовый бизнес в Нихонбаси и построила там первый в Японии универмаг Мицукоси. Рыбный рынок эпохи Эдо, который раньше располагался в Нихонбаси, был предшественником крупнейшего рыбного рынка в Цукидзи. 
В последние годы Нихонбаси стал преобладающим финансовым районом в Токио (и Японии).

### Мост Нихонбаси
Район Нихонбаси развивался с XVII века вокруг одноимённого моста, соединявшего два берега реки Нихонбаси. Первый деревянный мост Нихонбаси был построен в 1604 году в Эдо как начало пяти дорог: Токайдо, Накасэндо, Никко, Оосю и Кюсю. Эта точка считается нулевым километром дорог в Японии. От неё японцы измеряют расстояние: дорожные знаки, показывающие расстояние до Токио, на самом деле показывают количество километров до моста Нихонбаси. В первое время мост был известен как Эдобаси, или «Мост Эдо». В период Мэйдзи деревянный мост был заменён более крупным каменным мостом, который стоит и сегодня (точная копия старого моста была выставлена в музее Эдо-Токио).
Существующий мост спроектирован архитектором Цумаки Ёриканой, построен из камня со стальными рамами в 1911 году. Район занимает большую территорию к северу и востоку от моста, достигает Акихабары на севере и реки Сумида на востоке, Отэмати на западе и Яэсу с Кёбаси на юге.